# Bischofrod
Bischofrod település Németországban, azon belül Türingiában. Lakosainak száma 157 fő (2023. december 31.).

## Népesség
A település népességének változása:
| Lakosok száma | 187  | 165  | 163  | 159  | 162  | 157  |
|               | 2015 | 2017 | 2019 | 2021 | 2022 | 2023 |